# Androstachys johnsonii

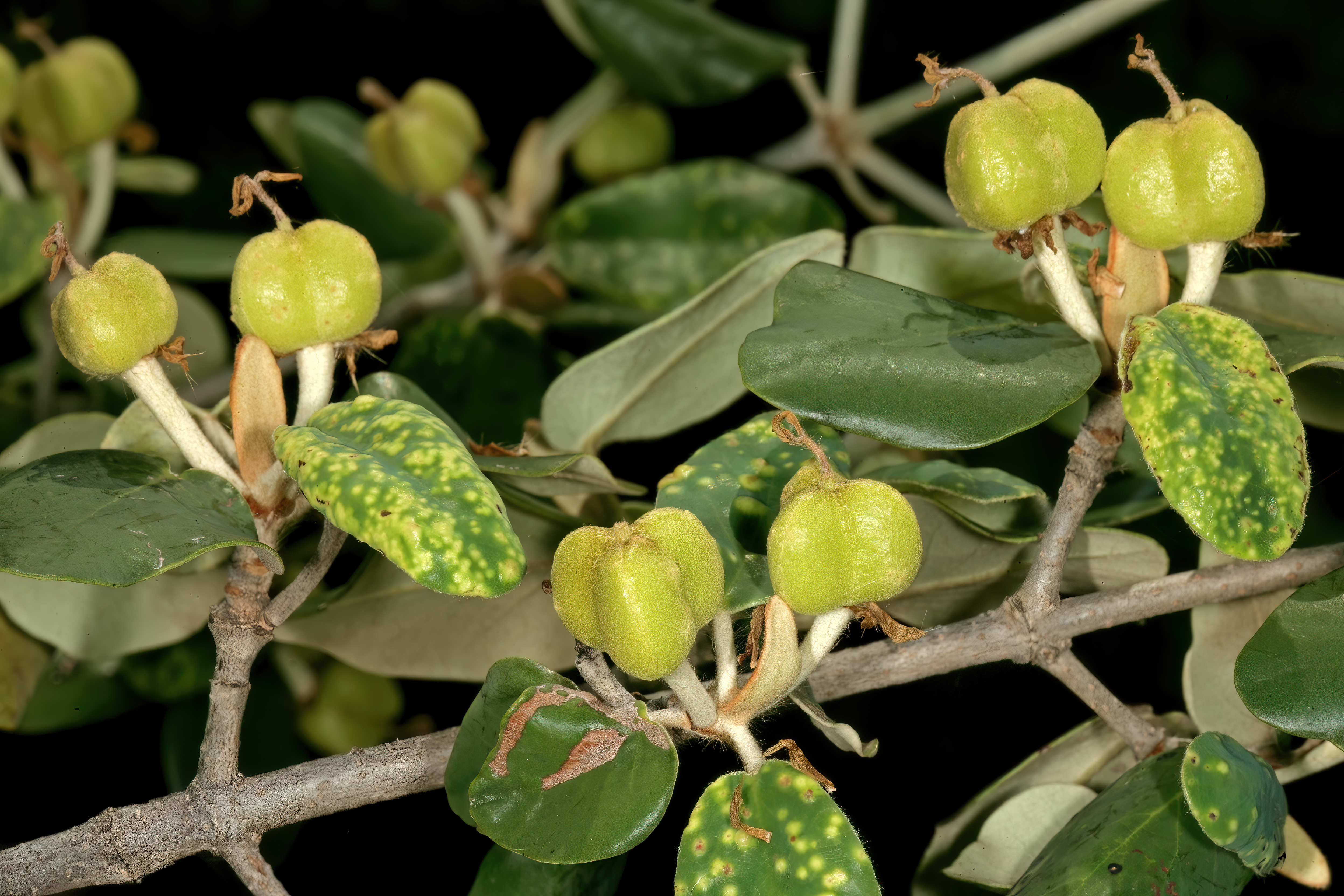
Fruchtstand

Androstachys johnsonii ist ein Baum in der Familie der Picrodendraceae aus Madagaskar, Mosambik bis ins nördliche und nordöstliche Südafrika. Es ist die einzige Art der Gattung Androstachys.

## Beschreibung
Androstachys johnsonii wächst als immergrüner bis laubabwerfender Baum bis über 25 Meter hoch. Der Stammdurchmesser erreicht bis 1 Meter. Die braune bis grau-braune Borke ist furchig und teils abblätternd. Die kantigen Zweige sind mehr oder weniger behaart.
Die gestielten Laubblätter sind gegenständig. Die bis 4 Zentimeter langen Blattstiel sind fein behaart. Sie sind etwa 4–7 (10) Zentimeter lang, dickledrig, ganzrandig und ei- bis oft leicht herzförmig sowie stumpf bis abgerundet. Die Blätter sind oberseits kahl und unterseits dicht weißlich, seidig behaart. Teils sind sie leicht schildförmig. Die anfänglich verwachsenen, behaarten Nebenblätter sind abfallend.
Androstachys johnsonii ist zweihäusig diözisch. Die gestielten, eingeschlechtlichen und gelblichen Blüten mit einfacher Blütenhülle erscheinen achselständig. Die Kronblätter fehlen. Die weiblichen erscheinen einzeln und die männlichen zu dritt in zymösen Gruppen. Die männlichen Blüten besitzen bis zu 5 schmal-eilanzettliche, außen behaarte Kelchblätter, die weiblichen 5 oder 6 schmal-eiförmige, bewimperte, an der Basis behaarte. Die bis zu 50 Staubblätter mit länglichen Antheren der männlichen Blüten sind in einem langen Fortsatz (verlängerter Blütenboden, verwachsene Staubfäden) verwachsen. Der dicht behaarte Fruchtknoten der weiblichen Blüten ist oberständig mit einem dreiästigen, feinhaarigen Griffel und länglichen, papillösen Narben.
Es wird eine kleine, meist drei- bis vierteilige, -lappige, etwa 1–1,3 Zentimeter große, mehrsamige, fein behaarte, gelbliche oder grün-gelbe bis hellbräunliche Kapselfrucht gebildet. Die 6–8 dunkelbraunen, 6–8 Millimeter langen, glatten, glänzenden Samen sind halbmond- bis keilförmig.

## Verwendung
Das schwere und beständige, harte Holz wird für verschiedene Anwendungen genutzt. Es ist bekannt als Lebombo oder Mecrussé.